# Синодское муниципальное образование (Саратовская область)
Синодское муниципальное образование — сельское поселение в Воскресенском районе Саратовской области Российской Федерации.
Административный центр — село Синодское.

## История
Статус и границы сельского поселения установлены Законом Саратовской области от 27 декабря 2004 года № 85-ЗСО «О муниципальных образованиях, входящих в состав Воскресенского муниципального района»

## Население
| 2010  | 2011  | 2012  | 2013  | 2014  | 2015  | 2016  |
| ----- | ----- | ----- | ----- | ----- | ----- | ----- |
| 2363  | ↗2365 | ↗2392 | ↗2409 | ↗2478 | ↘2454 | ↗2467 |
| 2017  | 2018  | 2019  | 2020  | 2021  |       |       |
| ↘2419 | ↘2372 | ↘2368 | ↘2343 | ↘2020 |       |       |

## Состав сельского поселения
| №  | Населённый пункт | Тип населённого пункта       | Население |
| -- | ---------------- | ---------------------------- | --------- |
| 1  | Букатовка        | село                         | ↘354      |
| 2  | Ершовка          | село                         | ↘40       |
| 3  | Комаровка        | село                         | ↘157      |
| 4  | Кошели           | село                         | ↘220      |
| 5  | Медяниково       | село                         | ↘355      |
| 6  | Подгорное        | село                         | ↘57       |
| 7  | Полдомасово      | село                         | ↘74       |
| 8  | Садовка          | село                         | ↘29       |
| 9  | Синодское        | село, административный центр | ↘799      |
| 10 | Студеновка       | село                         | ↘375      |